# Rainer Maria Kiesow
Pour les articles homonymes, voir Kiesow.
Rainer Maria Kiesow, né en 1963, est un juriste allemand, directeur d’études à l'École des hautes études en sciences sociales (EHESS). Il est éditeur de la revue Grief. Revue sur les mondes du droit.

### En tant que éditeur et traducteur
- Carl Schmitt, Loi et jugement. Une enquête sur le problème de la pratique du droit, Paris, Éditions de l'École des hautes études en sciences sociales, 2019.